# Faisal Saleh Al Badri
Faisal Saleh Al Badri (ur. 4 czerwca 1990) – piłkarz libijski grający na pozycji pomocnika. Od 2011 roku jest zawodnikiem klubu Al-Ahly Benghazi.

## Kariera klubowa
Karierę piłkarską Al Badri rozpoczął w klubie Al-Hilal Benghazi. W 2009 roku zadebiutował w jego barwach w pierwszej lidze libijskiej. W 2011 roku odszedł z Al-Hilal do Al-Ahly Benghazi.

## Kariera reprezentacyjna
W reprezentacji Libii Al Badri zadebiutował w 2012 roku. W tym samym roku został powołany do kadry na Puchar Narodów Afryki 2012.